# Носів
Но́сів —  село в Україні, у Підгаєцькій міській громаді Тернопільського району Тернопільської області. Розташоване на річці Золота Липа, на півдні району.  Адміністративний центр колишньої Носівської сільради. До Носова приєднано хутори Зарва, Кримни та Дербанівка. До 1990 року належало до Бережанського району. 
Населення — 692 особи (2001).

## Історія
Перша писемна згадка — 1395.
З 1395 року землями над Золотою Липою володів Іваниш Унгарус (Іван Угрин), шляхтич гербу і роду Сас, який переселився сюди з Волохії. 
Згадується 1462 року в книгах галицького суду.

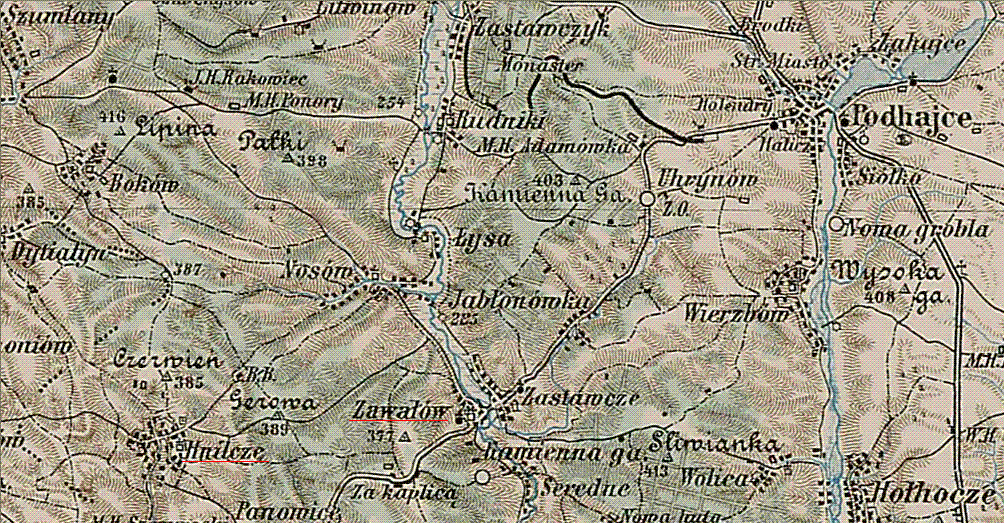
Територія навколо села Носів на військовій австрійській карті

У 1904 р. велика земельна власність належала Яну Валевському
Діяли «Просвіта», «Січ» та інші товариства, кооператива.
У 1930 році село потрапило під польську пацифікацію.
1957 в Носові була велика повінь.
12 червня 2020 року, відповідно до розпорядження Кабінету Міністрів України № 724-р «Про визначення адміністративних центрів та затвердження територій територіальних громад Тернопільської області» увійшло до складу Підгаєцької міської громади.
19 липня 2020 року, в результаті адміністративно-територіальної реформи та ліквідації Підгаєцького району, село увійшло до складу Тернопільського району.

## Пам'ятки
Є церква святого Миколая (1831, кам'яна), каплички при в'їзді в село (1992) та поблизу церкви (2003).
Встановлена «фігура» Матері Божої з хрестом на честь скасування панщини, споруджено пам'ятники воїнам-односельцям, полеглим у німецько-радянській війні (1967), Т. Шевченку (2000, скульптор Б. Карий), насипано символічну могилу жертвам сталінських репресій (1990), впорядковано могилу воякам УПА (1992).

## Соціальна сфера
Працюють ЗОШ 1-2 ступенів, клуб, бібліотека, ФАП, відділення зв'язку, ПАП «Носівське».

## Відомі люди

### Народилися
- Євген Глива - український науковець, психолог, гіпнотерапевт, науковий і політичний діяч, професор, доктор філософії і психології
- Теофіл Гордзіца (1969, с.Носів, нині Тернопільського району  Тернопільської області — 18 грудня 2022, н.п. Бахмут, Донецька область) — український військовик, учасник російсько-української війни[5] .
- Леонід Горохівський  - український правозахисник, громадсько-політичний діяч
- Дмитро Гула - український спортсмен
- Теодор (Федір)Гула  - український педагог, астроном, доктор філософії
- Мелетій Кічура - український правник, письменник, перекладач
- Євгенія Комарницька - розвідниця СБ головного проводу ОУН
- Михайло Магдій - український музикант, фольклорист, народний артист України
- Богдан Манюк - педагог, літератор, громадський діяч
- Михайло Медюх - український науковець
- Степан Пушка - учасник національно-визвольних змагань  позивний "Сад"
- Теофілія Стахів - діячка національно-визвольного руху
- Омелян Шпачинський - хоровий диригент, фольклорист, педагог
- Володимир Рокецький  - український дисидент, поет, автор самвидаву, підприємець, меценат, член організації «Каменяр»
- Леонід Рокецький - губернатор Тюменської області в Росії у 1990-х роках

### Проживали, перебували
- Під час написання Трилогії у Носові перебував Генрик Сенкевич

## Галерея

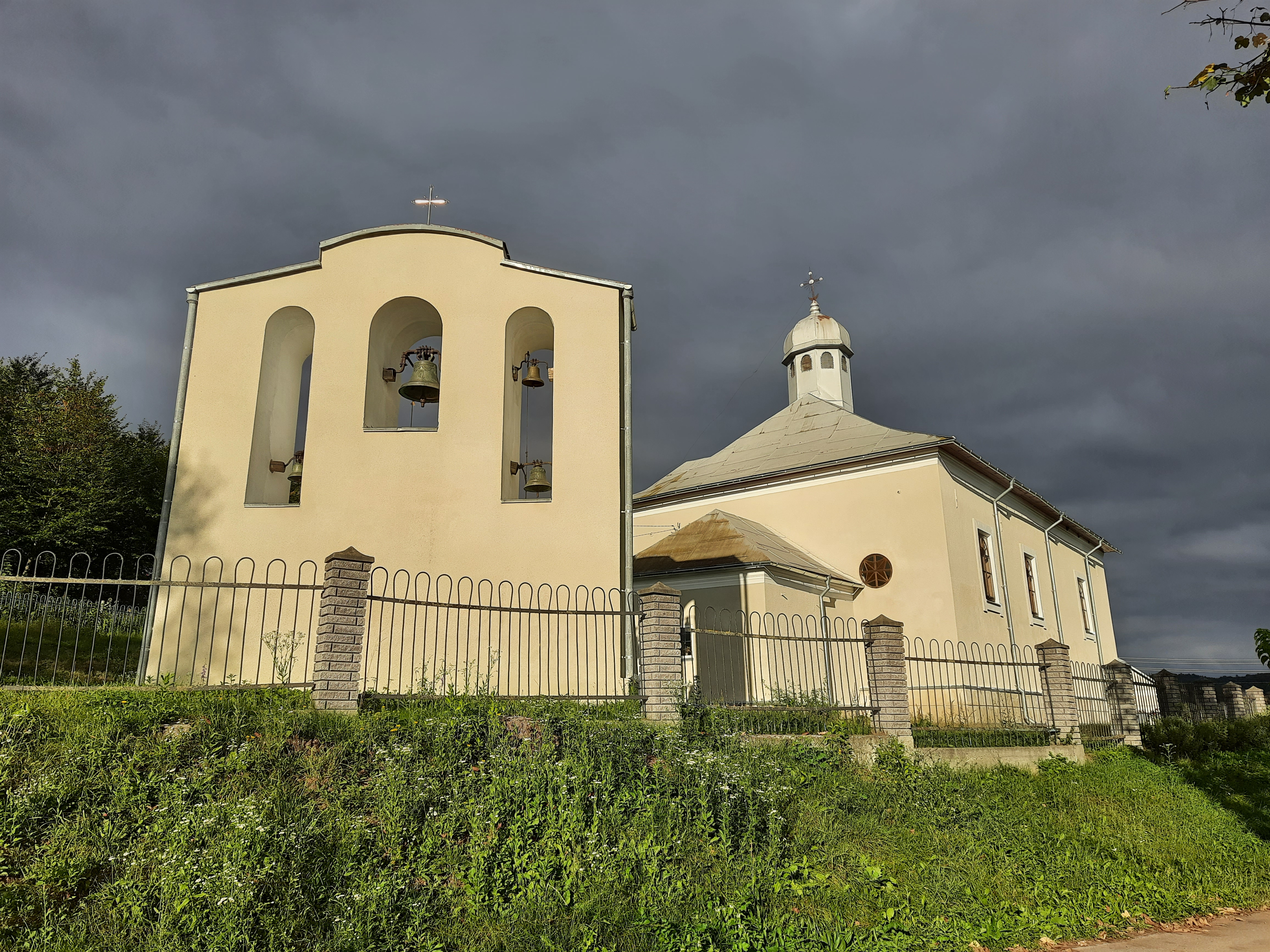
Церква Святого Миколая
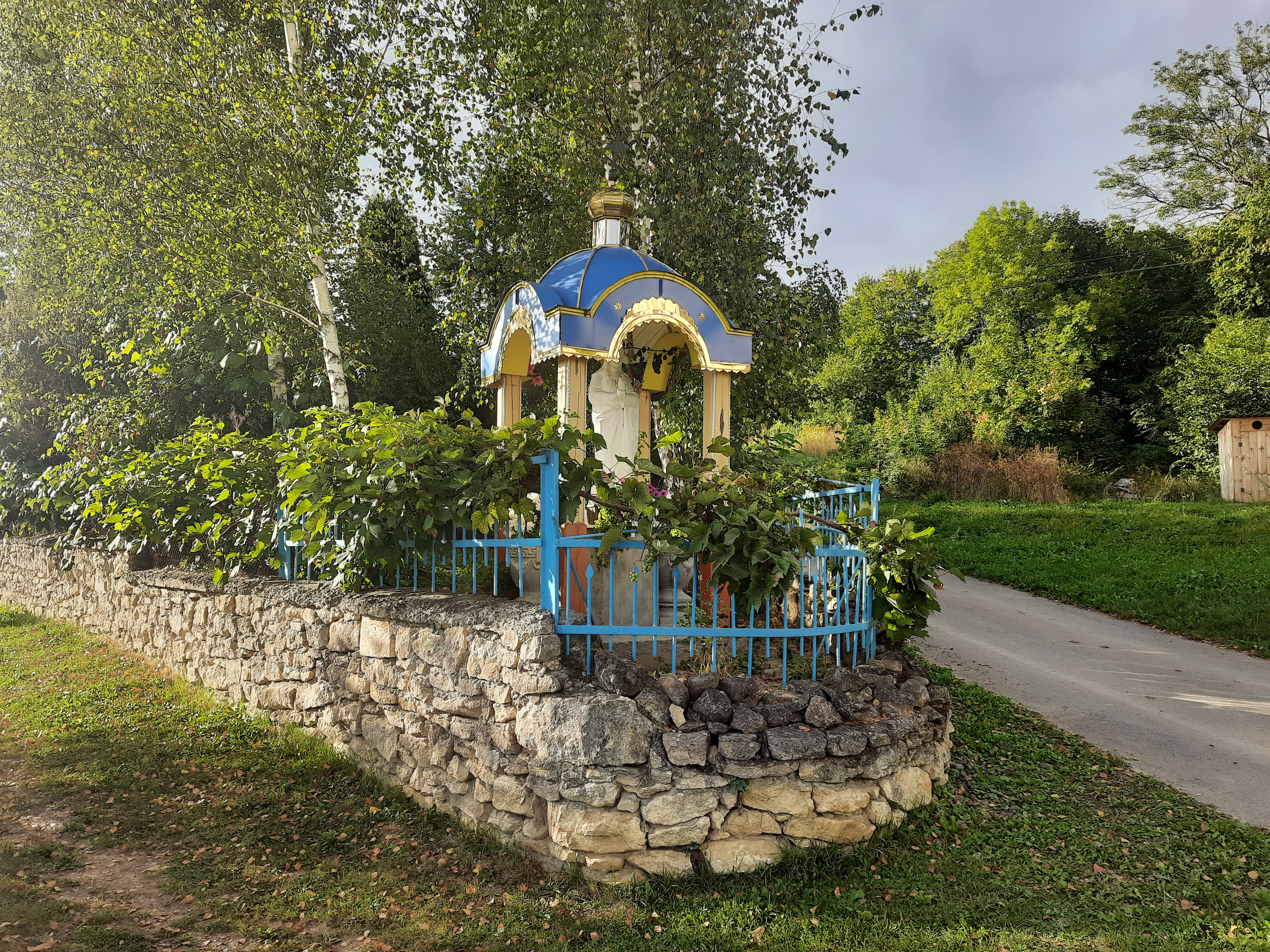
Статуя Божої Матері
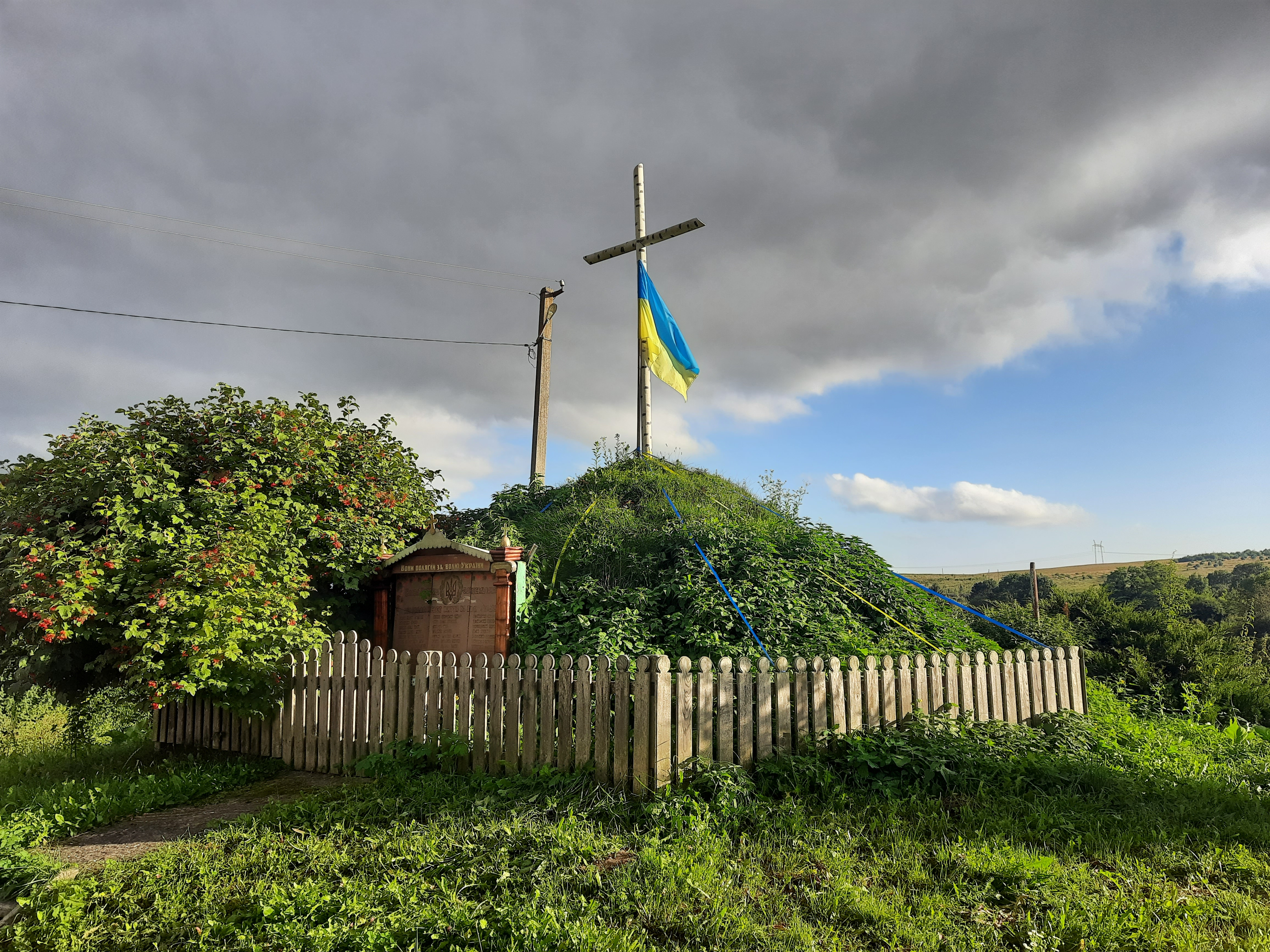
Символічна могила Борцям за волю України
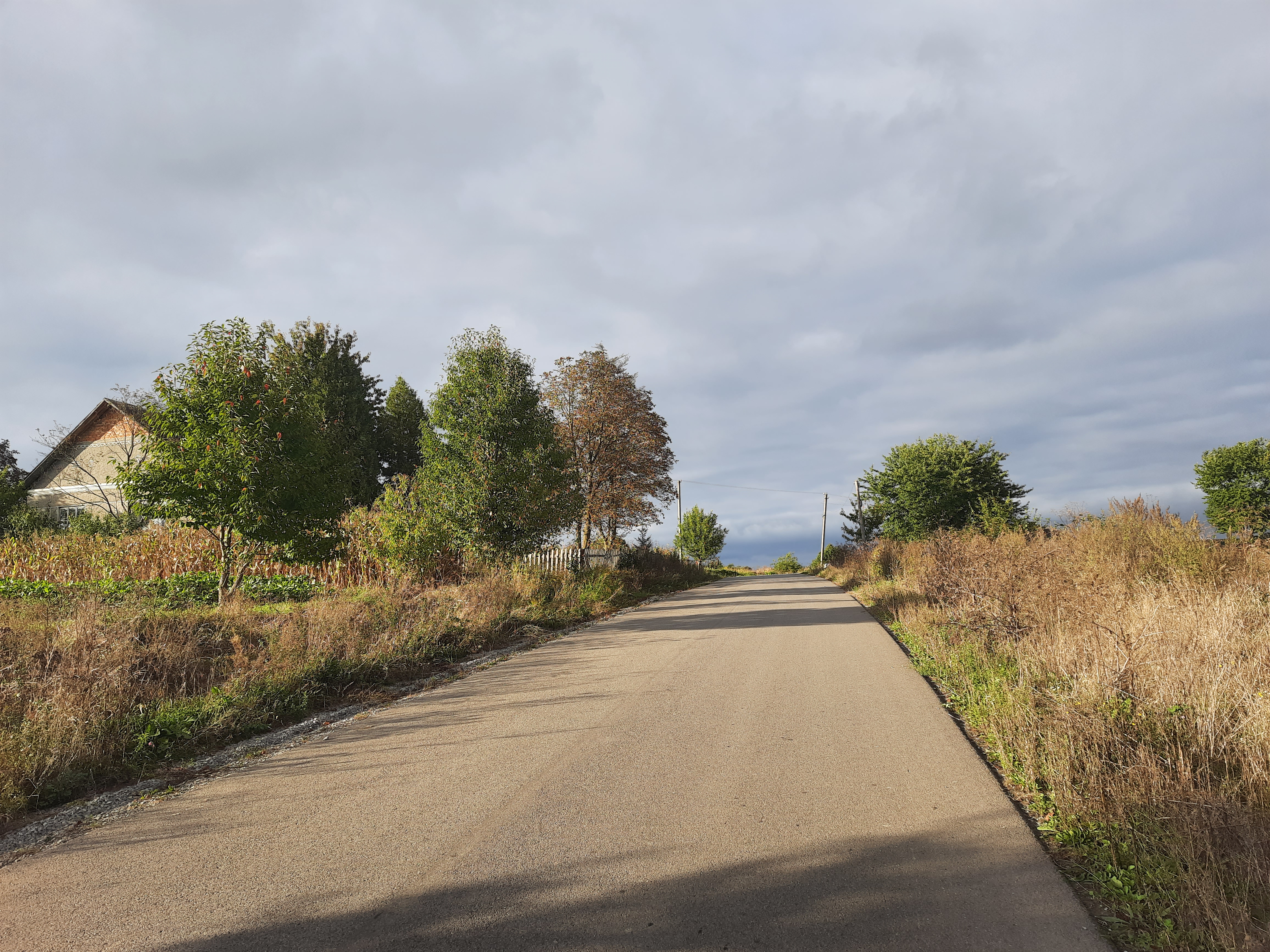
Околиця села
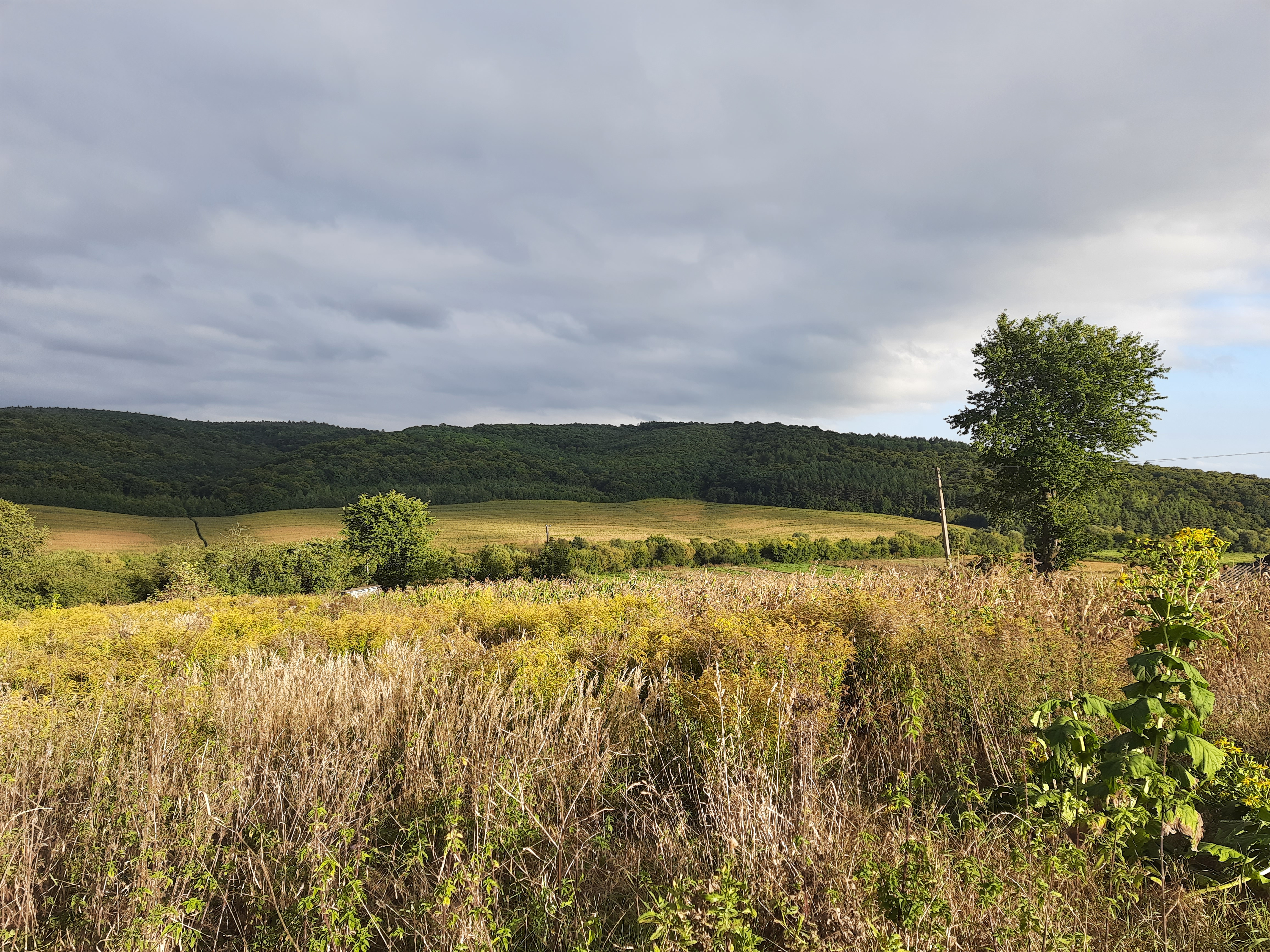
Краєвид біля села